# 横須賀市立神明小学校
横須賀市立神明小学校（よこすかしりつ しんめいしょうがっこう）とは、神奈川県横須賀市神明町にある市立小学校。

## 沿革
- 1979年（昭和54年）4月 - 開校。
- 1980年（昭和55年）6月 - 創立1周年記念で、校歌と校章が決まる。
- 1983年（昭和58年）4月 - 校庭整備終了。
- 1986年（昭和61年）11月 - 校地拡張に伴い100mコースができる。
- 1990年（平成2年）12月 - 神明っ子祭り始まる。
- 1991年（平成3年）7月 - 国際交流会始まる。
- 1993年（平成5年）3月 - 校庭工事に伴い、遊具を一新。
- 1997年（平成9年）11月 - 飼育小屋前のふれあい広場を整備。
- 1998年（平成10年）4月 - 創立20周年を記念し、航空写真を撮影。
- 2001年（平成13年）11月 - パソコン教室完成。
- 2002年（平成14年）8月 - 体育館バスケットゴール電動化工事。
- 2004年（平成16年）3月 - 校舎外壁補修・塗装工事。
- 2005年（平成17年）11月 - にこにこルーム・プレイルーム完成。
- 2008年（平成20年）8月 - 校舎耐震化工事。

## 通学区域
2014年度は以下の通りである。
- 久里浜2丁目、3丁目
- 神明町
- ハイランド1丁目、4丁目、5丁目

また、久里浜4丁目16番5～10号、19～21番と久里浜5丁目16番12～22号は横須賀市立明浜小学校の通学区域であるが、通うことができる。

## 進学先中学校
本校の通学区域の内、久里浜2丁目が横須賀市立久里浜中学校、それ以外は横須賀市立神明中学校の通学区域となっている。
また、公立学校選択制により、以下の学校を選択できる。
- 久里浜中学校の通学区域となっている地域
  - 横須賀市立岩戸中学校
  - 横須賀市立神明中学校
  - 横須賀市立野比中学校
  - 横須賀市立北下浦中学校
  - 横須賀市立長沢中学校
  - 横須賀市立公郷中学校
  - 横須賀市立大矢部中学校
  - 横須賀市立大津中学校
- 神明中学校の通学区域となっている地域
  - 横須賀市立岩戸中学校
  - 横須賀市立久里浜中学校
  - 横須賀市立野比中学校
  - 横須賀市立北下浦中学校
  - 横須賀市立長沢中学校

## 周辺施設
- 国土技術政策総合研究所研修センター - 敷地が隣接
- 国道134号
- 神明公園
- 京浜急行久里浜線
- 久里浜天神社
- 久里浜行政センター
- 教育研究所
- 南体育会館
- 久里浜みんなの家
- 久里浜公園
- 横須賀市立明浜小学校
- 長安寺
- 学校法人長安寺学園久里浜幼稚園
- 横須賀市立神明中学校
- くりはま花の国

## 交通
- 京浜急行バス「久1」・「久2」・「久3」・「久4」の各系統で、尻摺坂下バス停下車後、すぐ近く。
- 京浜急行電鉄久里浜線京急久里浜駅から、
  - 徒歩約745m・約13分。
  - 上述の路線バスで、尻摺坂下バス停下車。
- 京浜急行電鉄久里浜線YRP野比駅から、京浜急行バス「久2」・「久4」の各系統で、尻摺坂下バス停下車。